# Béatrice Kamboulé
Béatrice Kamboulé, née le 25 février 1980, est une athlète burkinabé.

## Carrière
Béatrice Kamboulé remporte aux Jeux de la Francophonie 2005 à Niamey la médaille de bronze  du relais 4 × 100 mètres et du triple saut.
Elle est médaillée de bronze de l'heptathlon aux Jeux africains de 2007 à Alger, puis obtient aux Jeux de la Francophonie 2009 à Beyrouth la médaille de bronze de l'heptathlon.

## Palmarès

### Palmarès international
| Date | Compétition                                 | Lieu        | Résultat | Épreuve          | Performance |
| ---- | ------------------------------------------- | ----------- | -------- | ---------------- | ----------- |
| 1999 | Championnats d'Afrique juniors d'athlétisme | Tunis       | 8e       | Saut en longueur | 4,90 m      |
| 1999 | Championnats d'Afrique juniors d'athlétisme | Tunis       | 4e       | Triple saut      | 11,27 m     |
| 2002 | Championnats d'Afrique d'athlétisme         | Radès       | 12e      | Saut en longueur | 5,25 m      |
| 2002 | Championnats d'Afrique d'athlétisme         | Radès       | 4e       | Triple saut      | 12,58 m     |
| 2003 | Jeux Africains                              | Abuja       | 5e       | Triple saut      | 12,94 m     |
| 2004 | Championnats d'Afrique d'athlétisme         | Brazzaville | 6e       | Relais 4×100 m   | 46 s 77     |
| 2004 | Championnats d'Afrique d'athlétisme         | Brazzaville | 7e       | Saut en longueur | 5,82 m      |
| 2005 | Jeux de la Francophonie                     | Niamey      | 7e       | 100 m haies      | 14 s 32     |
| 2005 | Jeux de la Francophonie                     | Niamey      | 3e       | Relais 4×100 m   | 45 s 99     |
| 2005 | Jeux de la Francophonie                     | Niamey      | 3e       | Triple saut      | 13,05 m     |
| 2006 | Championnats d'Afrique d'athlétisme         | Bambous     | 6e       | Triple saut      | 13,19 m     |
| 2007 | Jeux africains                              | Alger       | 4e       | 100 m haies      | 13 s 76     |
| 2007 | Jeux africains                              | Alger       | 7e       | Triple saut      | 13,05 m     |
| 2007 | Jeux africains                              | Alger       | 3e       | Heptathlon       | 4 994 pts   |
| 2008 | Championnats d'Afrique d'athlétisme         | Addis-Abeba | 7e       | Relais 4×100 m   | 50 s 37     |
| 2008 | Championnats d'Afrique d'athlétisme         | Addis-Abeba | -        | Heptathlon       | DNF         |
| 2009 | Jeux de la Francophonie                     | Beyrouth    | 3e       | Heptathlon       | 4 861 pts   |
| 2011 | Championnats du monde                       | Daegu       | 35e      | 100 m haies      | 13 s 76     |

## Records

### Records personnels
| Épreuve           | Performance   | Lieu        | Date            |
| ----------------- | ------------- | ----------- | --------------- |
| 100 mètres haies  | 13 s 67       | Alger       | 19 juillet 2007 |
| Saut en hauteur   | 1,63 m        | Addis-Abeba | 2 mai 2008      |
| Lancer du poids   | 10,01 m       | Addis-Abeba | 2 mai 2008      |
| 200 mètres        | 24 s 80       | Alger       | 20 juillet 2007 |
| Triple saut       | 13,40 m       | Ouagadougou | 9 avril 2005    |
| Saut en longueur  | 6,20 m        | Bamako      | 20 avril 2007   |
| Lancer du javelot | 33,37 m       | Beyrouth    | 4 octobre 2009  |
| 800 mètres        | 2 min 36 s 99 | Beyrouth    | 4 octobre 2009  |
| Heptathlon        | 4 994 pts     | Alger       | 21 juillet 2007 |